# トレンチーン空港
トレンチーン空港（スロバキア語: Letisko Trenčín、(ICAO: LZTN)）はスロバキア トレンチーン県にある空港。